# Itschenöd
Itschenöd (mundartl.: Itschned(à)) ist ein Ortsteil der Gemeinde Halsbach im oberbayerischen Landkreis Altötting. 

## Lage
Die Einöde Itschenöd liegt etwa vier Kilometer südlich von Halsbach.

## Geschichte
Der Name des Ortes bezeichnet einen abgelegenen Weideplatz für das Vieh. Der Ort gehörte von der Gemeindegründung im Jahre 1818 an zur Gemeinde Oberzeitlarn und kam mit deren Auflösung am 1. Januar 1964 zur Gemeinde Halsbach. 